# 尖头耳蕨
尖头耳蕨（学名：Polystichum acutipinnulum）为鳞毛蕨科耳蕨属下的一个种。